# Sathrochthonius
Sathrochthonius es un género de arácnido  del orden Pseudoscorpionida de la familia Chthoniidae. Se encuentran en Oceanía y Sudamérica.

## Especies
Las especies de este género son:
- Sathrochthonius crassidens Beier, 1966
- Sathrochthonius insulanus Beier, 1976
- Sathrochthonius kaltenbachi Beier, 1966
- Sathrochthonius maoricus Beier, 1976
- Sathrochthonius pefauri Vitali-di Castro, 1974
- Sathrochthonius tuena J.C. Chamberlin, 1962
- Sathrochthonius tullgreni Chamberlin, 1962
- Sathrochthonius venezuelanus Muchmore, 1989
- Sathrochthonius webbi Muchmore, 1982